# Catarina (Nicarágua)
Catarina é um município da Nicarágua, situado no departamento de Masaya. Tem 11 km² de área e sua população em 2020 foi estimada em 8.871 habitantes.